# Kankelau
Kankelau er en kommune i det nordlige Tyskland, beliggende i Amt Schwarzenbek-Land i den sydvestlige del af Kreis Herzogtum Lauenburg. Kreis Herzogtum Lauenburg ligger i delstaten Slesvig-Holsten.

## Geografi
Kankelau ligger fem kilometer nordøst for Schwarzenbek og ca. 34 km øst for Hamborg. I den nordlige del af kommunen krydser motorvejen A24 (fra Hamborg til Berlin) kommunen i øst-vestlig retning.